# Dodatek do zasiłku rodzinnego z tytułu urodzenia dziecka
Dodatek do zasiłku rodzinnego z tytułu urodzenia dziecka – dodatek do zasiłku rodzinnego, przysługujący jednemu z rodziców dziecka, opiekunowi prawnemu lub opiekunowi faktycznemu dziecka, w wieku do ukończenia przez dziecko pierwszego roku życia.
Otrzymanie dodatku uzależnione jest od posiadania prawa do zasiłku rodzinnego.
Wysokości dodatku wynosi jednorazowo 1000 zł.